# Anodyne 2: Return to Dust
Anodyne 2: Return to Dust est un jeu vidéo d'action-aventure développé par Analgesic Productions. Il sort en août 2019 sur PC puis des portages sur console sont publiés en février 2021. 
Il s'agit de la suite d'Anodyne (en).

## Système de jeu
Le jeu a pour mécanisme central d'explorer un monde en 3D avec des graphismes inspirés de la cinquième génération de consoles de jeux vidéo et de se rétrécir dans les corps des PNJ du jeu pour combattre les ennemis et résoudre des énigmes dans des donjons en 2D.

## Développement
Le jeu sort le 12 août 2019 pour Microsoft Windows, MacOS et Linux. Des ports sur console — PlayStation 5, PlayStation 4, Xbox Series X, Xbox One et Nintendo Switch — sont réalisés le 18 février 2021. C'est la suite d'Anodyne, sorti en 2013, mais qui a été développé en utilisant le moteur de jeu Unity au lieu de Flixel, avec lequel le premier jeu a été créé.

## Accueil
Anodyne 2 reçoit "des critiques généralement favorables" selon Metacritic.